# Афанасиадис-Новас, Георгиос
Георгиос Афанасиадис-Новас (греч. Γεώργιος Αθανασιάδης-Νόβας; 9 февраля 1893, Навпакт — 10 августа 1987, Навпакт) — греческий политик, юрист, писатель и журналист. Член Афинской академии. Премьер-министр Греции с 15 июля по 20 августа 1965 года.

## Биография
Георгиос Афанасиадис-Новас родился в Навпакте в 1893 году. Является братом Фемистоклиса Афанасиадиса-Новаса. Его мать Евдокия была потомком старинной знатной исторической семьи Сисмани из Араховы, Нафпактия.
Закончил среднюю школу № 2 города Патры, а затем учился на юридическом факультете Афинского университета. Изначально занимался журналистикой и юриспруденцией. 25 лет проработал журналистом-корреспондентом в газете «Акрополь» во время Балканских войн на Салоникском фронте и в газете «Политика» во время Второй греко-турецкой войны. Был редактором газет «Акрополь» и «Политика», соредактором (1933—1936) газеты «Неос Космос». Георгиос являлся одним из основателей «Союза писателей Афин» в 1926 году и был его вице-президентом. Он стал членом Афинской академии в 1955 году, а затем в том же году её президентом.

## Политическая карьера
Впервые был избран членом парламента от избирательного округа Этолоакарнания в 1926 году от Партии свободомыслящих, возглавляемой Иоаннисом Метаксасом. Афанасиадис-Новас продолжал быть избранным депутатом с 1932 по 1964 год от Прогрессивной партии Георгиоса Кафантариса, Либеральной партии и Союза центра. В 1936 году он был избран вице-президентом парламента. С 1945 года несколько раз был министром.
В 1964 году, будучи членом Союза центра, Георгиос был избран спикером парламента. 15 июля 1965 года, в разгар государственного кризиса, возникшего во время так называемого «отступничества» (Апостасии), за которым последовал спор между Георгиосом Папандреу и королём Константином II, когда первый настаивал на принятии министерства обороны, несмотря на несогласие короля или потому, что он хотел назначить доверенного лица, либо потому, что его сын Андреас участвовал в деле ASPIDA, расследование по которому ещё не было завершено. Георгий Афанасиадис-Новас был приглашён королем для формирования правительства. Затем коалиционная пресса обвинила его в том, что он был приведён к присяге в качестве премьер-министра сразу после последней встречи между королём и Папандреу, не дожидаясь, пока король подаст последнее письменное заявление об отставке.
До этого предшествовало несколько переговоров, на которых стала появляться угроза отставки премьер-министра. Король просил назначить другого министра обороны, но Георгиос Папандреу, считая неприемлемым, что премьер-министр не мог взять на себя какое-либо министерство, которое он хотел («премьер-министр под запретом»), не принял это решение, настаивая на своей позиции. Когда стала возникать проблема преемственности на посту премьер-министра, профессор Университета конституционного права Христос Сгуритсас, входивший в советники короля под руководством директора дипломатического офиса Королевского дома Димитриоса Бициоса, высказал мнение в пользу предпочтения Афанасиадиса-Новаса, поскольку он был спикером парламента и за него проголосовала партия большинства. Таким образом, вскоре царь немедленно вызвал Георгиоса отдал ему приказ сформировать правительство.
В связи с этим Георгиос Афанасиадис-Новас был прозван как первый «премьер-министр отступничества», хотя его правительство в конце концов не получило вотума доверия и подало в отставку. За этим последовала ещё одна неудачная попытка сформировать правительство при Илиасе Циримокосе, когда он был приглашён королем и получил соответствующий мандат, но ему также не удалось получить вотум доверия. В конечном итоге за этим последовало правительство (1965—1966), которому удалось окружить себя вотумом доверия. В этом правительстве Георгиос Афанасиадис-Новас занимал пост вице-президента.
Сделал значительные пожертвования своему месту рождения, Нафпактосу, где и скончался в 1987 году.

## Литературная деятельность
Параллельно с политической карьерой Георгиос Афанасиадис-Новас не переставал заниматься литературой, писать стихи и рассказы. Все его работы вдохновлены провинцией, местом его происхождения, природой и греческими традициями в целом. Он был активен в литературе под художественным псевдонимом «Георгиос Афанас». В 1955 году был избран академиком. Удостоен премии Викела Афинской академии.

#### Поэтические сборники
- «Утренний старт» (греч. Πρωινό ξεκίνημα; 1919)
- «Любовь в Эпахтосе» (греч. Αγάπη στον Έπαχτο; 1922)
- «Время войны» (греч. Καιρός Πολέμου; 1924)
- «Эйрмос» (греч. Ειρμός; 1929)
- «Десять любов» (греч. Δέκα έρωτες; 1931)
- «Упрощённые души» (греч. Απλοϊκές Ψυχές; 1931)
- «Крутые ожоги» (греч. Δροσεροί Καϋμοί; 1938)
- «Песни гор» (греч. Τραγούδια των Βουνών; 1953)
- «Евдокия» (греч. Ευδοκία; 1955)
- «Глубокие корни» (греч. Βαθιές Ρίζες; 1968)
- «Честные дары» (греч. Τίμια Δώρα; 1969)
- «Сухая слеза» (греч. Αστέγνωτο Δάκρυ; 1971)
- «Анонимные очерки» (греч. Ανώνυμου Δοκίμια; 1971)
- «Кровь и траур» (греч. Αίνος και θρήνος; 1972)
- «Моноконтилии» (греч. Μονοκοντυλιές; 1975)
- Вторая серия «Песни гор» (греч. Τραγούδια των Βουνών; 1980)
- «По убранному полю» (греч. Ανά τον θερισμένον αγρόν; 1982)
- «Мифограммы нашего времени» (греч. Μυθογραφήματα του καιρού μας; 1987)
- «Итальянские модели» (итал. Quadretti Italiani)

#### Сборники рассказов
- «Зелёная шляпа» (греч. Το πράσινο καπέλο; 1918)
- «10 любовей» (греч. 10 έρωτες; 1925)
- «Упрощённые души» (греч. Απλοϊκές Ψυχές; 1932)
- «Глубокие корни» (греч. Βαθιές Ρίζες; 1968)